# アレン＝カーン方程式
アレン＝カーン方程式（アレン＝カーンほうていしき、英: Allen–Cahn equation）とは、サム・アレンとジョン・ワーナー・カーンの名にちなむ反応拡散方程式で、秩序無秩序転移を含む鉄合金の相分離過程を表現するものである。
アレン＝カーン方程式は、
{\displaystyle {{\partial \eta } \over {\partial t}}=M_{\eta }[\epsilon _{\eta }^{2}\nabla ^{2}\eta -f'(\eta )]}
で与えられる。ここで {\displaystyle M_{\eta }} は移動度（mobility）、{\displaystyle f} は自由エネルギー密度、{\displaystyle \eta } は非保存秩序パラメータ（nonconserved order parameter）を表す。
この方程式は、ギンツブルグ＝ランダウ＝ウィルソン自由エネルギー汎関数の、L2 勾配流である。この式だと, 質量が保存していない事がネックになっている。そこでカーン＝ヒリアード方程式等が着目されるようになっている。